# Tignous
Tignous, właśc. Bernard Verlhac (ur. 21 sierpnia 1957 w Paryżu, zm. 7 stycznia 2015 tamże) – francuski karykaturzysta i rysownik prasowy. Zginął podczas zamachu na siedzibę Charlie Hebdo.

## Życiorys
Tignous był jednym ze współpracowników satyrycznych tygodników Charlie Hebdo, Marianne i czasopisma Fluide glacial. Był również aktywny w środowisku gier fabularnych. Wykonał, między innymi, ilustracje do pierwszej edycji gry Rêve de dragon, do pierwszej edycji gry MEGA i wiele ilustracji do czasopisma Casus Belli.